# The Tape
| Críticas profissionais | Críticas profissionais |
| Avaliações da crítica  | Avaliações da crítica  |
| Fonte                  | Avaliação              |
| ---------------------- | ---------------------- |
| Allmusic               | [ 1 ]                  |
| RapReviews             | [ 2 ]                  |

"The Tape" é o álbum de estréia do disc jockey e rapper estadunidense Kid Capri, lançado em 19 de fevereiro de 1991 pelas gravadoras Cold Chillin' Records e Warner Bros. Records. O disco foi produzido por Biz Markie e co-produzido por Cool V.

## Faixas
| N.º | Título                      | Duração |  |
| 1.  | "News Story"                | 3:22    |  |
| 2.  | "Billy"                     | 4:22    |  |
| 3.  | "This Is What You Came For" | 5:00    |  |
| 4.  | "Get 'Em"                   | 3:53    |  |
| 5.  | "Apollo"                    | 4:06    |  |
| 6.  | "Hang 'Em High"             | 4:23    |  |
| 7.  | "Lord's Party"              | 4:58    |  |
| 8.  | "You Know My Style"         | 3:50    |  |
| 9.  | "Whisper"                   | 4:59    |  |
| 10. | "Joke's on You Jack"        | 4:21    |  |
| 11. | "Pay Attention"             | 3:55    |  |
| 12. | "Don't Sweat Me"            | 4:42    |  |
| 13. | "Step Off"                  | 4:41    |  |
| 14. | "Shout Outs"                | 3:33    |  |

## Desempenho nas paradas

### Álbum
| Paradas (1991)                                    | Melhor posição |
| ------------------------------------------------- | -------------- |
| Estados Unidos (Billboard Top R&B/Hip Hop Albums) | 87             |

### Singles
Apollo
| Paradas (1991)                       | Melhor posição |
| ------------------------------------ | -------------- |
| Estados Unidos (Billboard Rap Songs) | 26             |